# Ctenus kenyamontanus
Ctenus kenyamontanus este o specie de păianjeni din genul Ctenus, familia Ctenidae, descrisă de Benoit, 1978.
Este endemică în Kenya. Conform Catalogue of Life specia Ctenus kenyamontanus nu are subspecii cunoscute.